# Walter Pintus

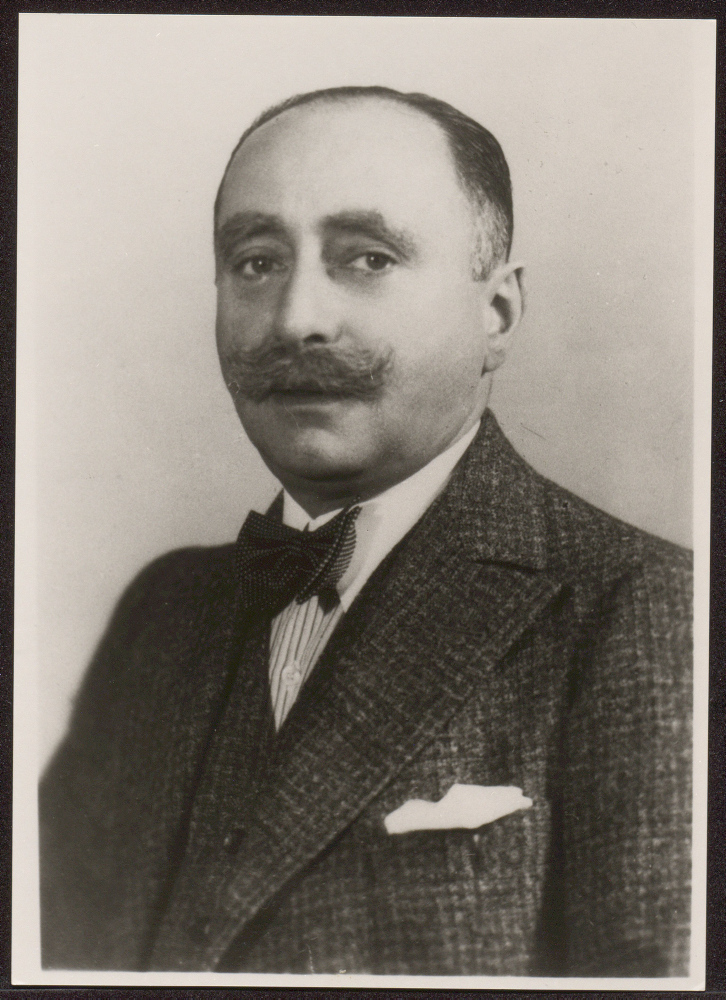
Walter Pintus

Walter Pintus (geb. 27. September 1880 in Berlin; gest. 13. November 1938 in Dachau) war ein jüdischer Arzt in Ludwigsburg, der während des Ersten Weltkriegs Leiter des dortigen Kriegsgefangenenlazaretts war.

## Leben
Walter Pintus wurde 1880 als Sohn des Bankiers Emil Pintus (1842–1901) und dessen Ehefrau Marie, geb. Blumgard (1854–1933) geboren. Er heiratete am 8. November 1906 Helene Jacobi (1883–1979), die am 9. August 1883 in Stuttgart geborene Tochter des Likörfabrikanten Jacob Jacobi und der Erni geb. Lichtenberger. Das Ehepaar hatte eine Tochter: Lotte Pintus, geboren am 24. September 1907 in Ludwigsburg, die 1931 anlässlich ihrer Verheiratung mit dem Juristen Hugo Weiß zur evangelischen Kirche übertrat. Im Jahr 1941 konnten seine Frau Helene und seine Tochter Lotte nach Südamerika emigrieren.
Pintus forschte unter anderem an der psychiatrischen Klinik zu Straßburg und wurde 1904 in Straßburg mit einer Arbeit zur Opticusatrophie als Frühsymptom von Paralyse promoviert. Im Jahr 1905 übernahm er nach dem frühen Tod des Mediziners  Jakob Plaut die Praxis in der Mathildenstraße 6 in Ludwigsburg. Als praktischer Arzt mit Geburtshilfe hatte er ein hohes Ansehen in der Gesellschaft.
Während des Ersten Weltkriegs war Pintus Leiter des Kriegsgefangenenlazaretts und Abteilungsarzt des Reservelazaretts II in Ludwigsburg mit Offiziersrang in Uniform. Seine zusätzliche Aufgabe war es, die Wiederinbetriebnahme des Heilbads Ludwigsburg-Hoheneck und die Kurgäste ärztlich zu betreuen. Pintus war Mitglied der Gesellschaft Deutscher Naturforscher und Ärzte. Im Juli 1927 wurde er in den Aufsichtsrat der Süddeutschen Elektron A.G. gewählt.
Ab dem 1. Januar 1938 durfte er nur noch Ersatzkassenpatienten behandeln. Ab Oktober 1938 wurde er aus dem Ärzteregister gestrichen und durfte nicht mehr praktizieren. Im Zuge der Novemberpogrome wurde Pintus am 10. November 1938 zusammen mit Tausenden anderen jüdischen Männern verhaftet und misshandelt, um im KZ Dachau inhaftiert zu werden. Über seinen Tod am 13. November 1938 gibt es zwei Versionen:
1. Nach einer Version suchte er selbst seinen Tod und setzte damit der ihm zugefügten Schmach ein Ende – „bei Prittlsbach in den Tod getrieben“.[8] Laut einer Zeugenaussage von Gerhard Richter soll er immer Gift mit sich getragen haben.[9]
2. Die andere Version lautet, ein SS-Bewacher habe ihn auf dem Appellplatz des Lagers erschossen, weil er wegen einer Gehbehinderung immer am Schluss der Kolonne lief.[9]

Im Familienregister der jüdischen Gemeinde ist die Todesursache „Herzschlag“ eingetragen. Die Asche von Walter Pintus wurde am 1. Dezember 1938 im Pragfriedhof in Stuttgart beigesetzt.

## Familie
Seine Witwe Helene hatte ihren Wohnsitz in der Mathildenstraße 6 bis zu ihrer Auswanderung im August 1941 über Spanien nach Kuba und später in die USA. Im September 1941 wanderte ihre Tochter mit Ehemann Hugo Weiß und der 1936 in Stuttgart geborenen Tochter Margrit Brigitte auch aus der Mathildenstraße 6 nach Argentinien aus. Im Jahr 1946 ging Helene Pintus ebenfalls nach Argentinien zu ihrer Tochter. Helene Pintus starb 1979 mit 96 Jahren in Buenos Aires und ist auf dem britischen Friedhof begraben. Ihre Tochter Lotte lebte und starb in Zürich, neun Jahre nach ihrem Mann, 1998 im Alter von 90 Jahren.

## Gedenken

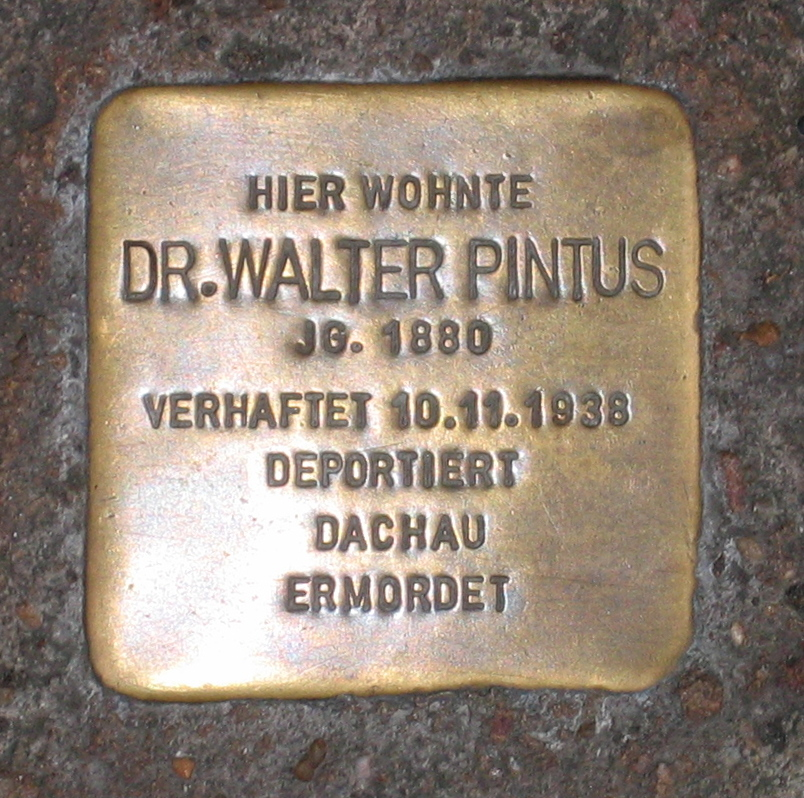
Stolperstein für Walter Pintus

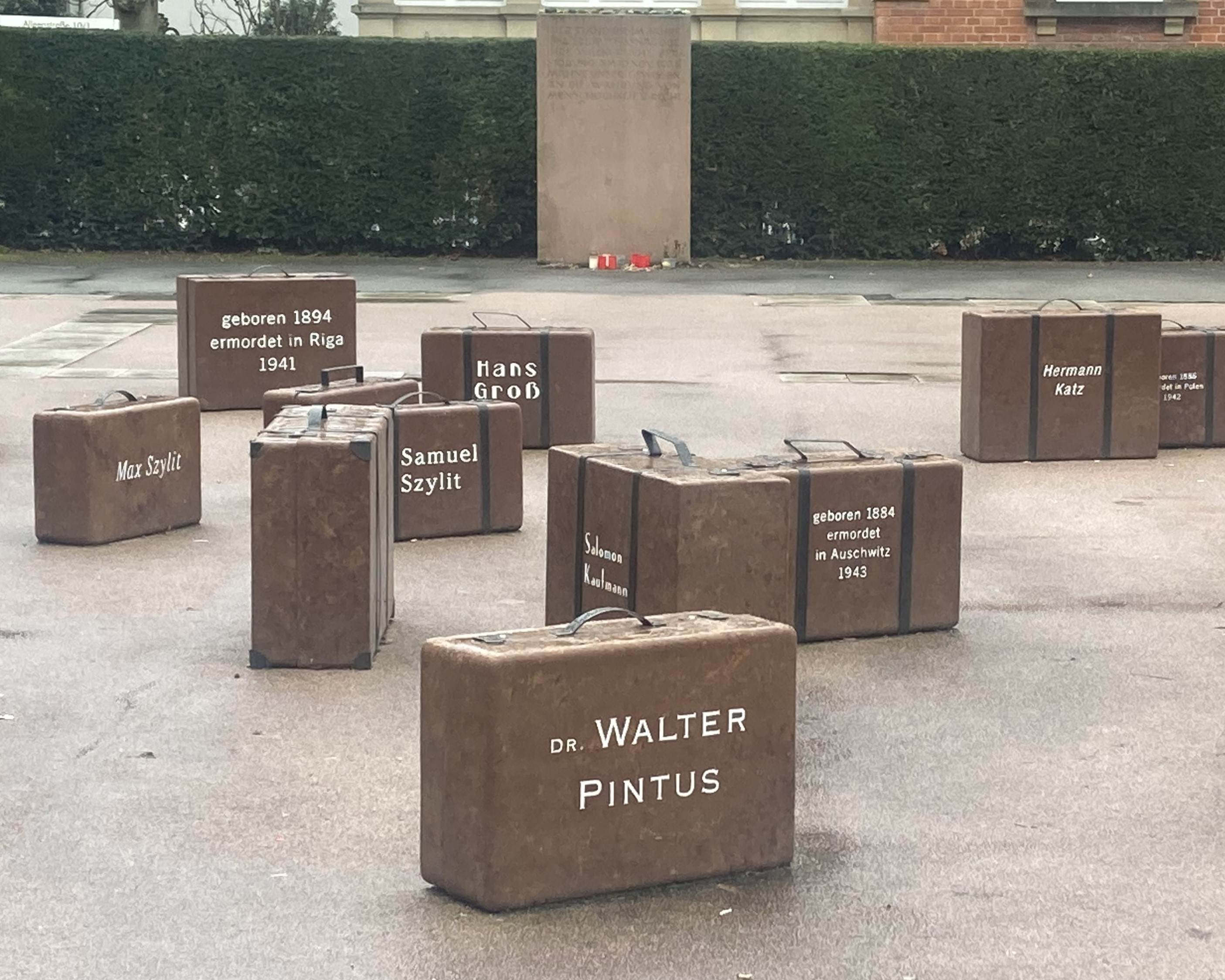
Koffer für Walter Pintus auf dem Synagogenplatz in Ludwigsburg

Walter Pintus gilt neben Julius Elsas, Max Elsas und Hans Frischauer als eine der jüdischen Persönlichkeiten, die „den Namen Ludwigsburgs weithin bekannt gemacht haben“. Noch im Jahr 2000 schrieb Paul Sauer in der Zeitschrift für Württembergische Landesgeschichte, dass Pintus der „bis heute unvergessliche ärztliche Wohltäter der unbemittelten Einwohner“ der Stadt war. Zeitzeugen berichteten „von seinem hervorragenden Ruf“. Bereits 1979 wurde bei Recherchen zur Geschichte der jüdischen Bevölkerung der Stadt immer wieder „gerade von nichtjüdischer Seite auf das weit über seine ärztliche Pflicht hinausgehende soziale Verhalten des praktischen Arztes Dr. Walter Pintus […] hingewiesen“. Pintus, der „ein ungeheuer angesehener Mann gewesen sein [muss], hilfsbereit und sehr bemüht um seine Patienten“, war Teil des Projekts Erinnerungspaten, das 2011 in Ludwigsburg geplant wurde. Über Pintus’ Schicksal wurde zudem bereits in den 1990er-Jahren im Rahmen von Schulprojekten berichtet. Im Ludwigsburg Museum im MIK Museum Information Kunst ist der Gehstock von Walter Pintus ausgestellt, der als ein „ganz herausragendes Exponat“ des Museums gilt.
Am 27. September 2008 wurde für Pintus ein Stolperstein verlegt. Er befindet sich in der Mathildenstraße 6, in der seine Praxis und Wohnung lagen. Über Pintus gibt es zudem eine Opferbiographie.
Daten unter anderem zu Walter Pintus wurden 2014 im Auftrag der Gedenkstätte Yad Vashem zusammengetragen. Dazu gehören auch „Gemeinderatsprotokolle …, die zeigen, wie sich der Arzt Walter Pintus erfolglos gegen ein Berufsverbot wehrte, und wie die Stadträte den wenige Jahre zuvor noch hoch geschätzten Mann zum Ausgestoßenen machten.“
Auf dem Synagogenplatz Ludwigsburg steht seit 2014 eine Kunstinstallation mit 24 Koffern, die die Namen von während der NS-Zeit ermordeten jüdischen Bürgern der Stadt tragen. Einer dieser Koffer erinnert an Walter Pintus, wobei die Vorderseite seinen Namen und die Rückseite seine Lebensdaten trägt. Eine elektronische Stele unweit der Installation informiert genauer über sein Leben und Schicksal.
In Ludwigsburg erinnert seit spätestens den 1960er-Jahren die Walter-Pintus-Straße im Wohngebiet Schlösslesfeld an Walter Pintus. Sie war noch 1995 eine von nur zwei Straßen in Ludwigsburg, deren Name an jüdische Opfer des Nationalsozialismus erinnerte.

## Schriften
- Walter Pintus: Opticusatrophie als Frühsymptom von Paralyse. C. Müh & Co., Straßburg 1904, OCLC 162606648 (Hochschulschrift).